# Halvfarhøe
Der Halvfarhøe ist ein doppelgipfliger Berg in der norwegischen Kommune Dovre im Fylke Innlandet. Mit einer Höhe von 1687 Metern (Südgipfel) und 1678 Metern (Nordgipfel) bildet er nach dem Storhøe den zweithöchsten Berg im Dovre-Nationalpark. Die Schartenhöhe des Berges beträgt 250 m.